# Mitsubishi Space Star

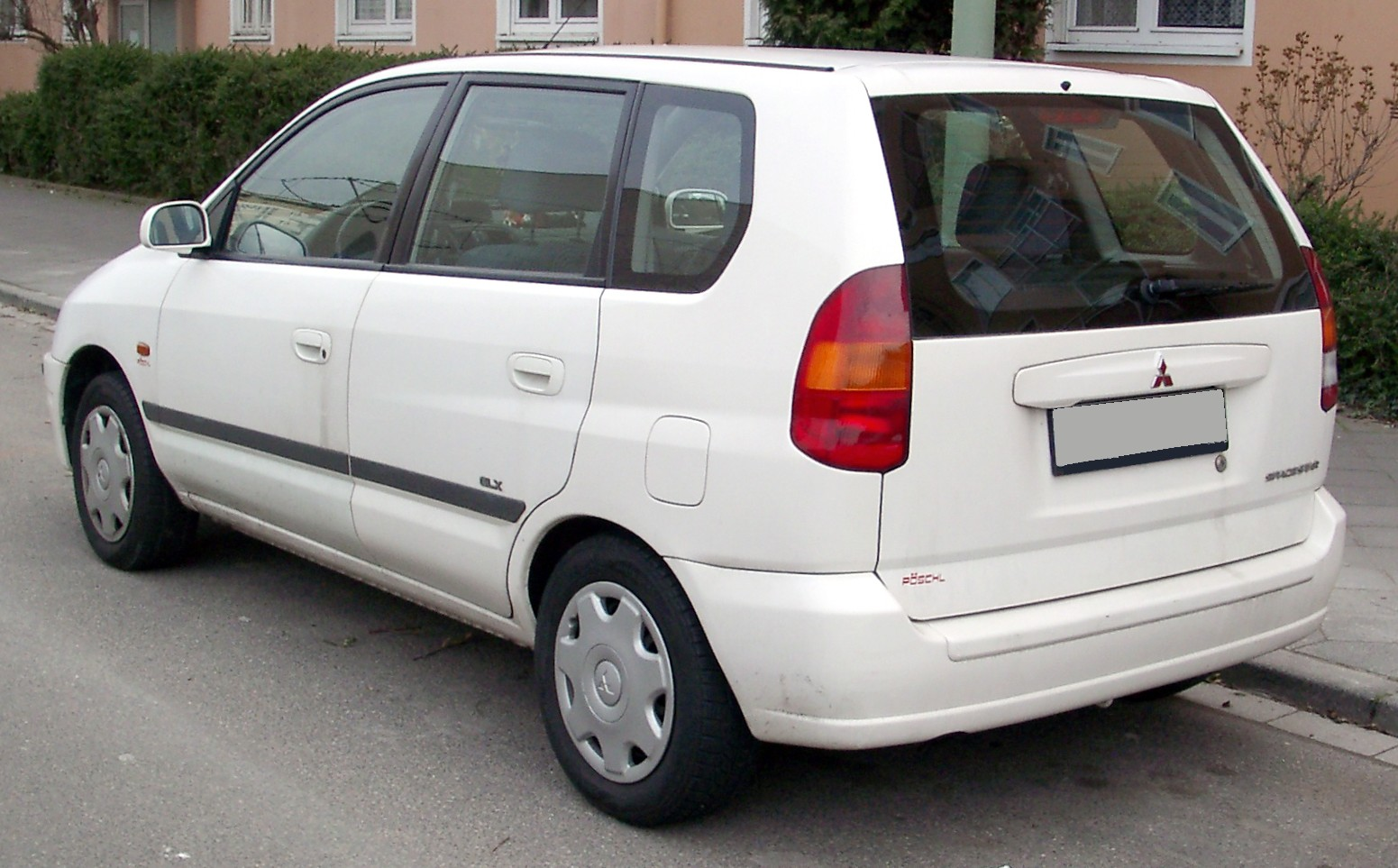
Mitsubishi Space Star (1998-2002)

De Mitsubishi Space Star is een compacte MPV van Mitsubishi Motors. De Space Star is gebaseerd op de Mitsubishi Carisma en werd net als die middenklasser geproduceerd bij NedCar in Born. De Space Star werd in 1998 geïntroduceerd. In 2005 werd de productie van het model beëindigd, maar in 2013 werd de Space Star opnieuw gelanceerd, nu als hatchback.

## Alleen voor Europa
Net als de Carisma was de Space Star speciaal voor de Europese markt ontwikkeld. In 2002 werd de MPV grondig vernieuwd met onder meer nieuwe voorbumpers, koplampen, een nieuw ontworpen interieur met nieuw stuurwiel, andere achterlichtindeling en side skirts. Vanaf de start was de Space Star leverbaar met drie motoren: de 1.3 (86 pk) en 1.8 GDI met directe injectie (122 pk) benzinemotoren en een 1.9 TD dieselmotor van Renault met 102 pk. Die dieselmotor werd niet in Nederland geleverd. In 2000 werden er onderhuidse verbeteringen doorgevoerd en was de 1.6 aan het gamma toegevoegd met 98 pk. Een common-rail dieselmotor verving in 2001 de indirect ingespoten turbodiesel. Tegelijk met de introductie van de facelift werd in 2002 de 1.8 GDI benzinemotor vervangen door een minder krachtige 1.8 MPI, die de directe injectie ten opzichte van de GDI mist. Ook werd een krachtigere DI-D HP dieselmotor toegevoegd. In 2001 werd de Space Star aan de Euro NCAP-botsproeven onderworpen. Hier behaalde het model 3 sterren en 20 punten.
De Space Star kreeg nadat de productie in 2005 werd beëindigd geen directe opvolger. In 2004 zou Mitsubishi hebben onderzocht om de Colt Plus, een Mitsubishi Colt met een verlengde achterkant en meer bagageruimte, geschikt te maken voor de Europese markt en de Colt Plus ook in Nederland te laten produceren naast de gewone Colt. Zover is het echter nooit gekomen.

## Nieuwe introductie
In 2013 werd de Space Star opnieuw gelanceerd. Het model was niet langer een MPV, maar een kleine hatchback, een stadsauto. Deze Space Star kreeg in 2016 en in 2020 een facelift.

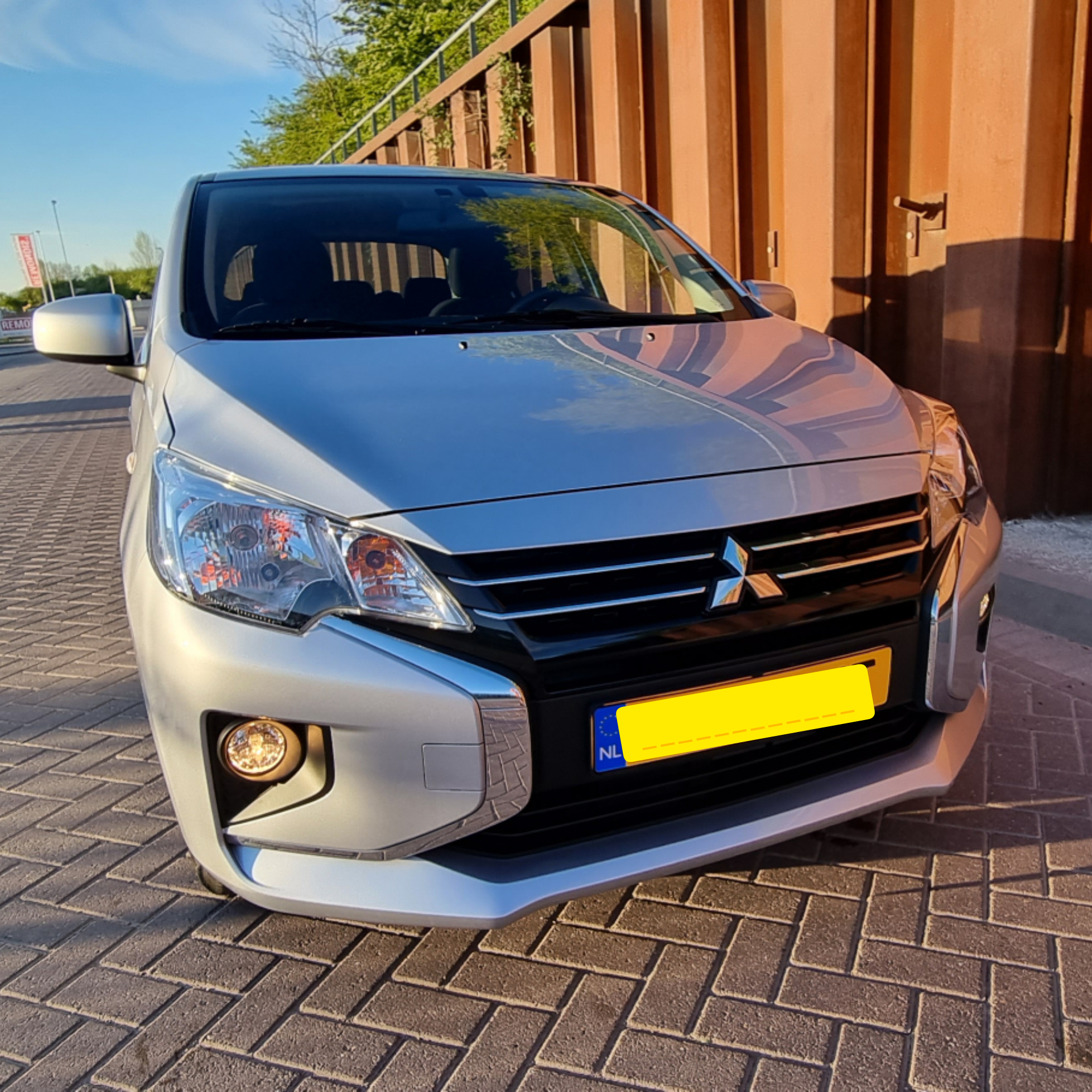
Mitsubishi Space Star 2021/2022
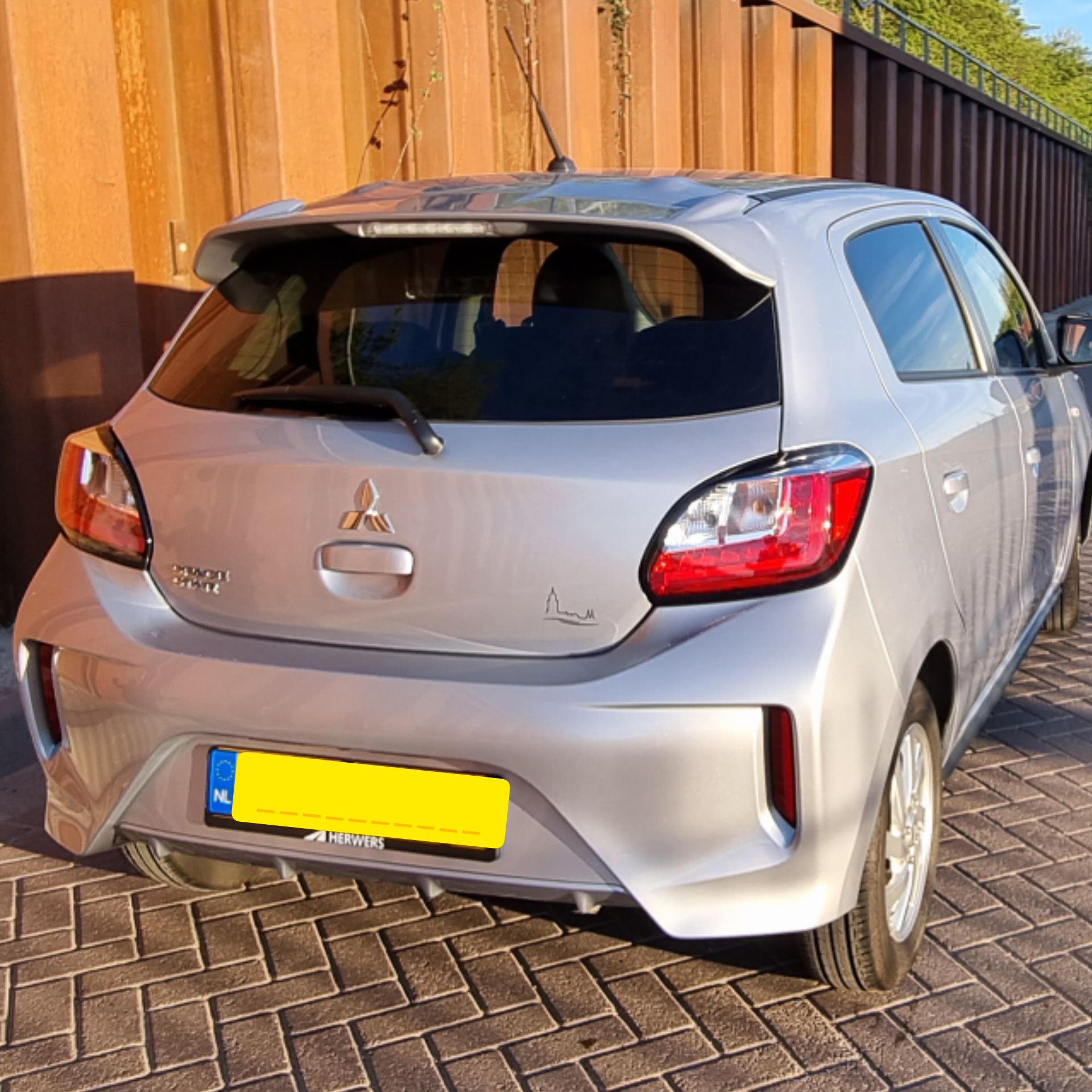
Mitsubishi Space Star 2021/2022

### Euro NCAP
| Merk en model         | resultaat   | voetgangersveiligheid |
| --------------------- | ----------- | --------------------- |
| Mitsubishi Space Star | (20 punten) | (14 punten)           |

## Motoren
| Type           | Oorsprong       | Motorcode | Cilinders | Kleppen | Cilinderinhoud (cc) | Vermogen            | Koppel              | Opmerkingen                                         |
| -------------- | --------------- | --------- | --------- | ------- | ------------------- | ------------------- | ------------------- | --------------------------------------------------- |
| Benzinemotoren |                 |           |           |         |                     |                     |                     |                                                     |
| 1.3            | Mitsubishi      | 4G13      | 4         | 16      | 1299                | 86 pk bij 6000 rpm  | 117 Nm bij 3000 rpm | 1998-2000                                           |
| 1.3            | Mitsubishi      | 4G13      | 4         | 16      | 1299                | 82 pk bij 5000 rpm  | 120 Nm bij 4000 rpm | 2000-2005                                           |
| 1.6            | Mitsubishi      | 4G92      | 4         | 16      | 1597                | 98 pk bij 5000 rpm  | 150 Nm bij 4000 rpm | 2001-2005                                           |
| 1.8 MPI        | Mitsubishi      | 4G93      | 4         | 16      | 1834                | 112 pk bij 5500 rpm | 157 Nm bij 4000 rpm | 2002-2005                                           |
| 1.8 GDI        | Mitsubishi      | 4G93      | 4         | 16      | 1834                | 122 pk bij 5500 rpm | 174 Nm bij 3750 rpm | directe injectie; 1998-2002                         |
| Dieselmotoren  |                 |           |           |         |                     |                     |                     |                                                     |
| 1.9 TD         | Renault 1.9 dT  | F8QT      | 4         | 8       | 1870                | 90 pk bij 4250 rpm  | 176 Nm bij 2250 rpm | niet leverbaar in NL; indirecte injectie; 1998-2001 |
| 1.9 DI-D       | Renault 1.9 dCi | F9Q       | 4         | 8       | 1870                | 102 pk bij 4000 rpm | 215 Nm bij 1700 rpm | common-rail; 2001-2005                              |
| 1.9 DI-D HP    | Renault 1.9 dCi | F9Q       | 4         | 8       | 1870                | 115 pk bij 4000 rpm | 265 Nm bij 1800 rpm | common-rail; 2002-2005                              |

Huidige modellen:
380 ·
Adventure ·
ASX ·
Challenger/Pajero Sport ·
Colt ·
Delica ·
Eclipse ·
eK ·
Endeavor ·
Freeca ·
Galant ·
Grandis ·
i ·
Jolie ·
Kuda ·
L200 ·
Lancer ·
Lancer Evo ·
Maven ·
Minica ·
Nativa ·
Outlander ·
Pajero ·
Pajero iO ·
Pajero Mini ·
Pajero Pinin ·
Raider ·
Space Gear ·
Strada ·
Town Box ·
Triton ·
Zinger
Historische modellen:
360 ·
3000GT ·
500 ·
Airtrek ·
Aspire ·
Carisma ·
Chariot ·
Cordia ·
Debonair ·
Diamante ·
Dignity ·
Dingo ·
Dion ·
Emeraude ·
Eterna ·
Expo ·
Forte ·
FTO ·
Galant GTO ·
Galant VR-4 ·
Jeep CJ-3B ·
Galant Lambda ·
GTO ·
Lancer 1600 GSR ·
Legnum ·
Libero ·
L200 ·
Magna ·
Mirage ·
Model A ·
Nimbus ·
Pajero Junior ·
Pistachio ·
Proudia ·
RVR ·
Sapporo ·
Sigma ·
Space Runner ·
Space Wagon ·
Space Star ·
Starion ·
Toppo ·
Tredia ·
Verada
Conceptauto's:
Concept CT MIEV ·
Concept D-5 ·
Concept EZ MIEV ·
Lancer Evolution ·
HSR ·
i ·
SE-RO ·
SST ·
Tarmac